# Émile Demangel
Émile Demangel est un cycliste français, médaillé olympique. (20 juin 1882, La Chapelle-aux-Bois, Vosges - 11 octobre 1968, Xertigny, Vosges).

## Biographie

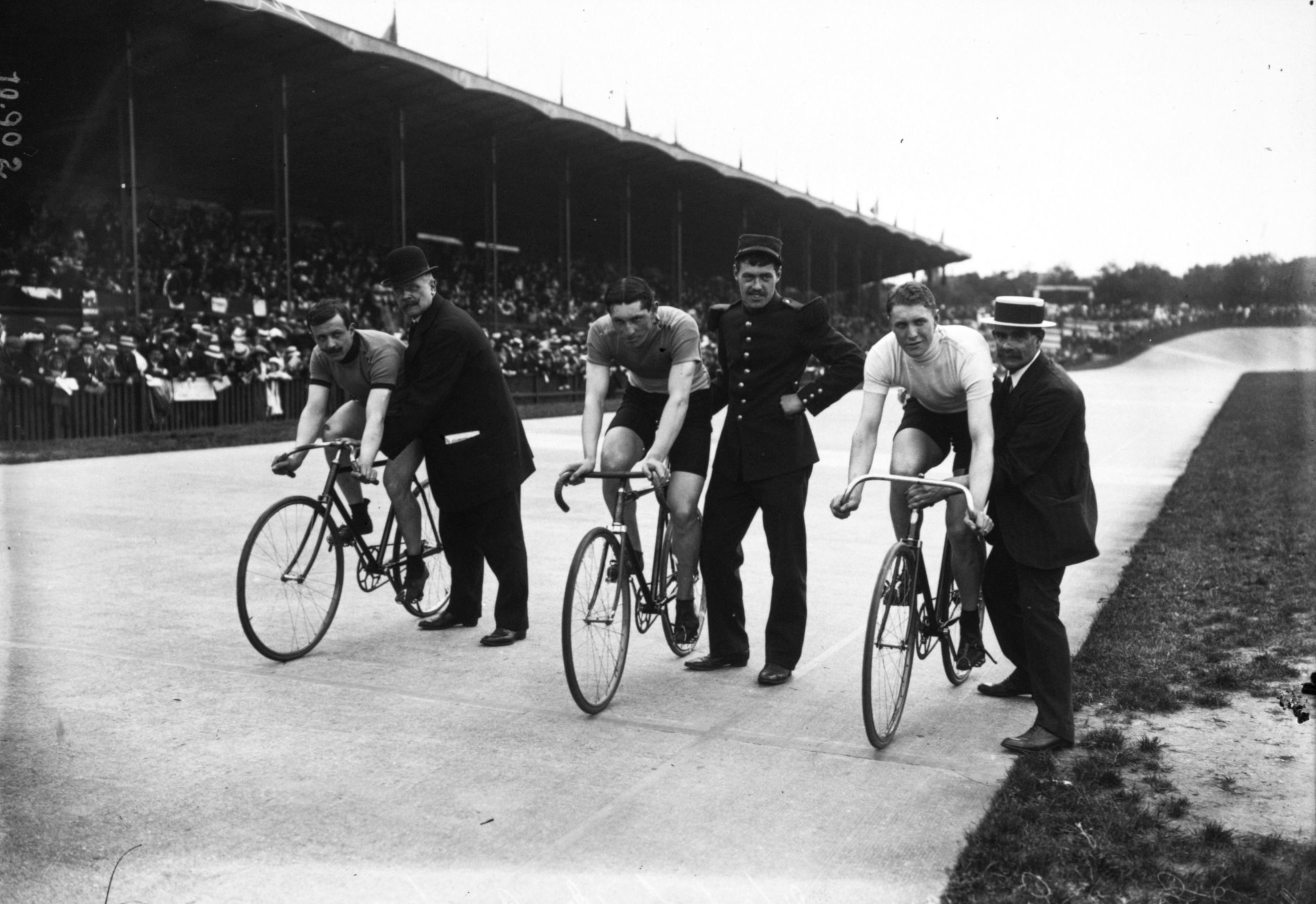
William Bailey, Paul Texier, Émile Demangel, Grand Prix cycliste de Paris, départ de la finale des amateurs sur la piste municipale de Vincennes, le 10 juillet 1910.

Néophyte des pelotons, Émile Demangel se révèle au grand jour sur les routes lorraines lors d’une épreuve Saint-Dié-Lunéville (1900). De jours en jours, sa réputation grandit. Féru de pistes, il aspire à des joutes plus réputées que les tournois régionaux. Taraudé par cette idée, Émile Demangel prend la direction de la Capitale, plus fournie en vélodromes et en pistards confirmés.
À Paris, Émile Demangel découvre un nouvel univers. Après des débuts chaotiques, il s’émancipe peu à peu et inscrit des épreuves réputées à son palmarès. Le Grand Prix de Paris, le Grand Prix de la République, le championnat de France… n’ont plus de secret pour lui. Véritable spécialiste du sprint et du tour de piste, il décroche le record national du 500 m. Ses exploits retentissent jusqu’aux portes de ses Vosges natales.
Il est sélectionné pour participer aux Jeux olympiques intercalaires de 1906 à Athènes puis est invité à se produire aux Jeux olympiques d'été de 1908 à Londres. Émile Demangel est alors proche de la consécration. Sa participation olympique se résume à un tour de piste. Mais quel tour de piste ! Grâce à son excellente prestation sur l’anneau en bois britannique distant de 660 yards (603,49 m), il décroche une très envieuse seconde place, devant l’Allemand Karl Neumer, synonyme de médaille d’argent. Pourtant, ce podium lui laisse des regrets. L’Anglais Victor Johnson, vainqueur de l’épreuve, le bouscule lors d’un ultime rush sur la ligne d’arrivée. Malgré ses protestations, les juges en décident autrement et confortent le héros local dans sa victoire. Sa prestation aux Mondiaux de Leipzig ne sera pas plus heureuse. Émile Demangel en revient néanmoins auréolé d’une médaille de bronze, derrière les deux Britanniques Benjamin Jones et l’inévitable Victor Johnson.
Après les Jeux olympiques de Londres, il obtient la médaille de bronze aux championnats du monde amateur de 1908 à Berlin, dans l'épreuve du sprint sur 200 mètres. Il remporte le Grand Prix de Paris amateur la même année, et le 24 août 1908, il bat le record du monde du 500 mètres contre la montre, en réalisant 34 secondes 4 dixièmes.
Pourtant, sagement il renonce à poursuivre sa carrière sportive. Son travail aux P.T.T prime avant tout et surtout la Grande Guerre est aux portes du pays. Si son épopée londonienne est le point d’orgue de sa brillante carrière, il prend part à 180 compétitions. Son palmarès se décline ainsi : 142 fois classé, 14 accidents, 3 déclassements et 21 fois non placé. L’ensemble situé entre les années 1900 à 1919.
Cet élégant champion repose depuis 1968 au cimetière certiniacien. Les anneaux olympiques apposés sur sa sépulture rappellent sa participation aux Olympiades britanniques de 1908. Une rue de Xertigny porte son nom.

## Palmarès

### Jeux olympiques
- Londres 1908
  -  Médaillé d'argent du 1/3 milles

### Championnats du monde amateurs
- Leipzig 1908
  -  Médaillé de bronze de la vitesse

### Autres courses
- Grand Prix de Paris amateurs : 1908 (3e en 1904, 1909)